# Fed Cup 2011 – zóna Asie a Oceánie
Zóna Asie a Oceánie Fed Cupu 2011 byla jednou ze tří zón soutěže, kterých se účastnily státy ležící v daných regionech, v tomto případě týmy ze států nacházejích se na asijském kontinentu a v Oceánii. Do soutěže této zóny nastoupilo 16 družstev, z toho osm účastníků hrálo v 1. skupině a osm pak ve 2. skupině. Součástí herního plánu byly také dvě baráže.

## 1. skupina
- Místo konání: National Tennis Centre, Nonthaburi, Thajsko (tvrdý, venku)
- Datum: 2. – 5. února 2011

Osm týmů bylo rozděleno do dvou bloků A a B po čtyřech družstvech. Vítězové obou bloků se utkaly v zápase o postup do baráže o Světovou skupinu II pro rok 2012. Družstva, která se umístila na čtvrtém místě obou bloků spolu sehrála zápas, z něhož poražený sestoupil do 2. skupiny zóny Asie a Oceánie pro rok 2012. 

### Bloky
|    | Blok A           | UZB | THA | CHN | IND |
| 1. | Uzbekistán (2–1) |     | 1–2 | 3–0 | 2–1 |
| 2. | Thajsko (2–1)    | 2–1 |     | 1–2 | 2–1 |
| 3. | Čína (2–1)       | 0–3 | 2–1 |     | 2–1 |
| 4. | Indie (0–3)      | 1–2 | 1–2 | 1–2 |     |

|    | Blok B            | JPN | KAZ | KOR | TPE |
| 1. | Japonsko (3–0)    |     | 2–1 | 3–0 | 3–0 |
| 2. | Kazachstán (2–1)  | 1–2 |     | 2–1 | 3–0 |
| 3. | Jižní Korea (1–2) | 0–3 | 1–2 |     | 2–1 |
| 4. | Tchaj-wan (0–3)   | 0–3 | 0–3 | 1–2 |     |

### Baráž
| Pořadí      | Vítěz       | Výsledek | Poražený   |
| ----------- | ----------- | -------- | ---------- |
| Postup      | Japonsko    | 3–0      | Uzbekistán |
| 3.–4. místo | Thajsko     | 3–0      | Kazachstán |
| 5.–6. místo | Jižní Korea | 2–1      | Čína       |
| Sestup      | Tchaj-wan   | 2–1      | Indie      |

- Japonsko postoupilo do baráže Světové skupiny II, kde zdolalo Argentinu 4–0 a zajistilo si účast ve Světové skupině II pro rok 2012.
- Indie sestoupila do 2. skupiny zóny Asie a Oceánie pro rok 2012.

## 2. skupina
- Místo konání: National Tennis Centre, Nonthaburi, Thajsko (tvrdý, venku)
- Datum: 2. – 5. února 2011

Osm týmů bylo rozděleno do dvou bloků A a B po čtyřech družstvech. Vítězné týmy obou bloků  se utkaly v baráži o postup do 1. skupiny zóny Asie a Oceánie pro rok 2012. Vítěz zápasu si zajistil postup.

### Bloky
|    | Blok A           | INA | PHI | PAK | KGZ |
| 1. | Indonésie (3–0)  |     | 3–0 | 3–0 | 3–0 |
| 2. | Filipíny (2–1)   | 0–3 |     | 3–0 | 3–0 |
| 3. | Pákistán (1–2)   | 0–3 | 0–3 |     | 2–1 |
| 4. | Kyrgyzstán (0–3) | 0–3 | 0–3 | 1–2 |     |

|    | Blok B             | HKG | SIN | TKM | OMA |
| 1. | Hongkong (3–0)     |     | 3–0 | 3–0 | 3–0 |
| 2. | Singapur (2–1)     | 0–3 |     | 2–1 | 2–1 |
| 3. | Turkmenistán (1–2) | 0–3 | 1–2 |     | 3–0 |
| 4. | Omán (0–3)         | 0–3 | 1–2 | 0–3 |     |

### Baráž
| Pořadí      | Vítěz        | Výsledek | Poražený   |
| ----------- | ------------ | -------- | ---------- |
| Postup      | Indonésie    | 2–1      | Hongkong   |
| 3.–4. místo | Filipíny     | 2–1      | Singapur   |
| 5.–6. místo | Turkmenistán | 2–1      | Pákistán   |
| 7.–8. místo | Omán         | 3–0      | Kyrgyzstán |

- Indonésie postoupila do 1. skupiny zóny Asie a Oceánie pro rok 2012.